# Dialogo dei massimi sistemi
(Settimana di sole)
Dialogo dei massimi sistemi (1937) è la prima opera pubblicata in volume dello scrittore Tommaso Landolfi e contiene, per lo più, racconti precedentemente pubblicati su riviste. L'opera, seppur decisamente originale, è rimasta poco nota poiché dapprima stampata in poco più di 200 copie dall'editore Parenti. La ristampa successiva è avvenuta solo nel 1961, all'interno della raccolta "Opere". Successive ristampe: Milano, Rizzoli, 1975; poi, a cura di Idolina Landolfi, Milano: Adelphi, 1996.

## Racconti
Il racconto più originale è probabilmente quello che dà il titolo alla raccolta. Tutti i racconti trattano comunque di manie ed ossessioni, a volte al limite della paranoia.

### Dialogo dei massimi sistemi
(Dialogo dei massimi sistemi)
Nel racconto "Dialogo dei massimi sistemi" un giovane poeta, chiamato semplicemente Y, seguendo sue teorie estetiche, si dichiara convinto che la miglior poesia si possa realizzare solo in una lingua poco nota. Prende perciò lezioni di persiano da un capitano appena conosciuto; inizia quindi a scrivere tre poesie in questa lingua appena imparata. Dopo poco, però, Y si rende drammaticamente conto che il capitano non gli aveva insegnato il vero persiano, ma una lingua da lui inventata di volta in volta sul momento. Il poeta Y si confessa con un amico, che si rende conto che si tratta di «un problema estetico spaventosamente originale».
I due amici vanno perciò a trovare un "grande critico". I tre iniziano quindi una approfondita discussione su fondamentali problemi di estetica, sulla possibilità di considerare come "lingua" anche quella parlata e compresa da una sola persona, sulla possibilità o meno della traduzione di un'opera d'arte da una lingua all'altra, eccetera. Alla fine di questo dialogo, il "grande critico", a mal partito, «scherzava acutamente, ma si sentiva che sudava freddo». Invece il poeta Y si convince che «un'opera d'arte può anche non avere un senso comune; può essere solo fatta di suggestione musicale e suggerire a centomila lettori centomila cose differenti». Coerentemente con questo suo "credo", però, Y finisce per ostinarsi «a portare in giro per le redazioni delle strane poesie senza né capo né coda, pretendendone pubblicazione e compenso: tutti lo conoscono ormai, e lo mettono senz'altre cerimonie alla porta.» Il grande critico, per liberarsi delle sue insistenze, è stato costretto a farlo ruzzolare giù per le scale.
Il racconto fa evidente riferimento alle poetiche di alcune avanguardie letterarie dei primi del novecento e, forse, costituisce anche una velata presa in giro del crocianesimo allora imperante.

### Maria Giuseppa
In "Maria Giuseppa" un ozioso e solitario padrone di casa maltratta senza motivo una sua devota serva, fino a farla morire di crepacuore. Italo Calvino indica questo come il racconto che rivelò nel 1929 alla critica il talento di Landolfi.

### Settimana di sole
In "Settimana di sole" (indicata in nota come "Maria Giuseppa II") un individuo solitario ed ozioso fantastica di un fantomatico tesoro nascosto dai suoi antenati, i quali lo vengono a trovare (probabilmente in sogno); nel contempo viene talvolta a trovarlo anche una misteriosa donna semplicemente indicata come "Ella", mentre il protagonista afferma di essere innamorato di una ragazzina di dieci anni che ha assunto come serva.

### Mani
In "Mani" un brillante avvocato resta talmente impressionato dalla lotta di una sua cagnetta con un topo, che successivamente organizza il funerale del povero roditore e, per il resto della sua vita, non riesce a trattenersi dal parlare agli altri topi.

## Altri racconti
- La morte del re di Francia
- La piccola apocalisse
- «Night must fall»

## Edizioni
- Firenze, Fratelli Parenti Editore, 1937.
- in Racconti, Firenze, Vallecchi, 1961.
- in Opere di Tommaso Landolfi, Milano, Rizzoli, 1975.
- Adelphi, 1996. ISBN 88-459-1213-2